# Мелкие мошенники
«Мелкие мошенники» (англ. Small Time Crooks) — кинофильм режиссёра Вуди Аллена. Премьера фильма в США состоялась 19 мая 2000 года.

## Сюжет
Рэй Уинклер — мелкий вор, который недавно вышел из тюрьмы и работает посудомойщиком. У него созревает хитроумный преступный замысел — приобрести помещение неподалёку от здания банка и вместе с сообщниками прорыть тоннель до денежного хранилища. Для прикрытия в помещении открывают кондитерскую. Жена Рэя Френчи с энтузиазмом берётся за новое дело и добивается потрясающего успеха: всем нравится её печенье, в магазин выстраиваются очереди покупателей. Поэтому, когда план ограбления банка проваливается, вся компания решает направить свои усилия на кондитерский бизнес. Спустя год Уинклеры — богатейшие люди Нью-Йорка, однако Френчи не дает покоя мысль о собственной необразованности. Она предлагает симпатичному молодому человеку по имени Дэвид стать её наставником и обучить её манерам и знанию литературы и искусства. Тот, чувствуя возможность неплохо подзаработать на простодушной женщине, соглашается.

## Факты о фильме
- Сюжет фильма частично повторяет сюжет криминальной комедии 1942 года «Мошенничество и Ко». Аллен является поклонником того фильма и до «Мелких мошенников» уже делал несколько отсылок к нему в своём творчестве. Например, в более раннем его фильме «Бродвей Дэнни Роуз» главный герой говорит женщине: «Твоя жизненная философия — это вообще никакая не философия, это какой-то сценарий фильма «Мошенничество и Ко», не находишь?»

## В ролях
| Актёр            | Роль           |
| ---------------- | -------------- |
| Вуди Аллен       | Рэй Уинклер    |
| Трейси Ульман    | Френчи Уинклер |
| Хью Грант        | Дэвид          |
| Элейн Мэй        | Мэй            |
| Майкл Рапапорт   | Денни          |
| Тони Дарроу      | Томми          |
| Джон Ловитц      | Бенни          |
| Брайан Маркинсон | полицейский    |
| Элейн Стритч     | Чи-Чи Поттер   |

## Награды и номинации
- 2001 — номинация на премию «Золотой глобус» за лучшую женскую роль в комедии или мюзикле (Трейси Ульман).
- 2001 — премия Национального общества кинокритиков США за лучшую женскую роль второго плана (Элейн Мэй).
- 2001 — номинация на премию American Comedy Awards самой смешной актрисе в кинофильме (Трейси Ульман).